# Valdenoches
Valdenoches ist ein spanischer Weiler der Stadt Guadalajara in der Provinz Guadalajara in der Comarca La Alcarria in der Autonomen Gemeinschaft Kastilien-La Mancha.

## Lage
Valdenoches befindet sich im Tal des Arroyo de la Vega de Torija, am Rande der Hochebene La Alcarria, 
zu Füßen der die Hocheben begrenzenden Berge Peña Hueva und Pico del Águila. Das Tal, in dem sich Valdenoches befindet wurde aus der Hochebene, die einst den Meeresboden dargestellt hat, durch Erosion geformt. Durchschnitten wird das Tal von der Autovía A-2.